# École normale de Douai
 (octobre 2014).
Si vous disposez d'ouvrages ou d'articles de référence ou si vous connaissez des sites web de qualité traitant du thème abordé ici, merci de compléter l'article en donnant les références utiles à sa vérifiabilité et en les liant à la section « Notes et références ».
L'École normale de Douai est une école normale créée en 1834 à Douai, dans le département français du Nord. Elle a aujourd'hui le statut d'École supérieure du professorat et de l'éducation.

## Histoire
L’École normale de Douai été créée en 1834, dans la rue de la Charte (actuellement rue Fortier). Douze ans plus tard elle se voyait offrir des locaux plus spacieux rue des Carmes (actuellement rue Victor-Hugo).
En 1942, Douai est occupée par les Allemands, et l'École normale de Douai face à la menace d'un bombardement de l'école fuit à Saint-Lô en Normandie, où elle reste jusqu'en 1945. Durant cette période les Allemands ont souhaité faire tomber la statue de Hercule terrassant un lion, à l'aide d'un câble relié à un camion. Ce que les Allemands n'ont pas réussi à faire, cela a été fait par l'école. La statue a été déplacée à son emplacement actuel le 8 mai 1960. En octobre 1945 l'école Normale est en ruine et la directrice de l’École Normale de Fille Paule Parent dessine les plans de la future École Normale. Les nouveaux bâtiments en béton armé de l'école sont construits de novembre 1949 à 1956. La salle de sports ainsi que l'école annexe de l’école Normale de Garçon, rue d'Arras, sont construits de 1952 à 1953.
Une partie du site est classée monument historique.
En septembre 2013 la partie ancienne École normale de Garçon est transformée en  lycée d’excellence depuis septembre 2010. La partie Fille (ancienne école Paule Parent) a été transformée en ESPE en septembre 2010.

## Personnalités liées à l'école

### Professeurs
- Jules Leroux (1880-1915), écrivain et poète mort pour la France, certains le considèrent comme l’inventeur du roman ardennais. Son nom est inscrit au Panthéon dans la liste des 560 écrivains morts pour la France.

### Élèves
- Maurice Wullens (1894-1945), écrivain, anarcho-syndicaliste, cofondateur et directeur de la revue Les Humbles (1913-1940).
- Florimond Wagon (1895-1916), instituteur et écrivain. Son nom est inscrit au Panthéon dans la liste des 560 écrivains morts pour la France au cours de la Première Guerre mondiale. Cofondateur de la revue Les Humbles en 1913.

## Galerie

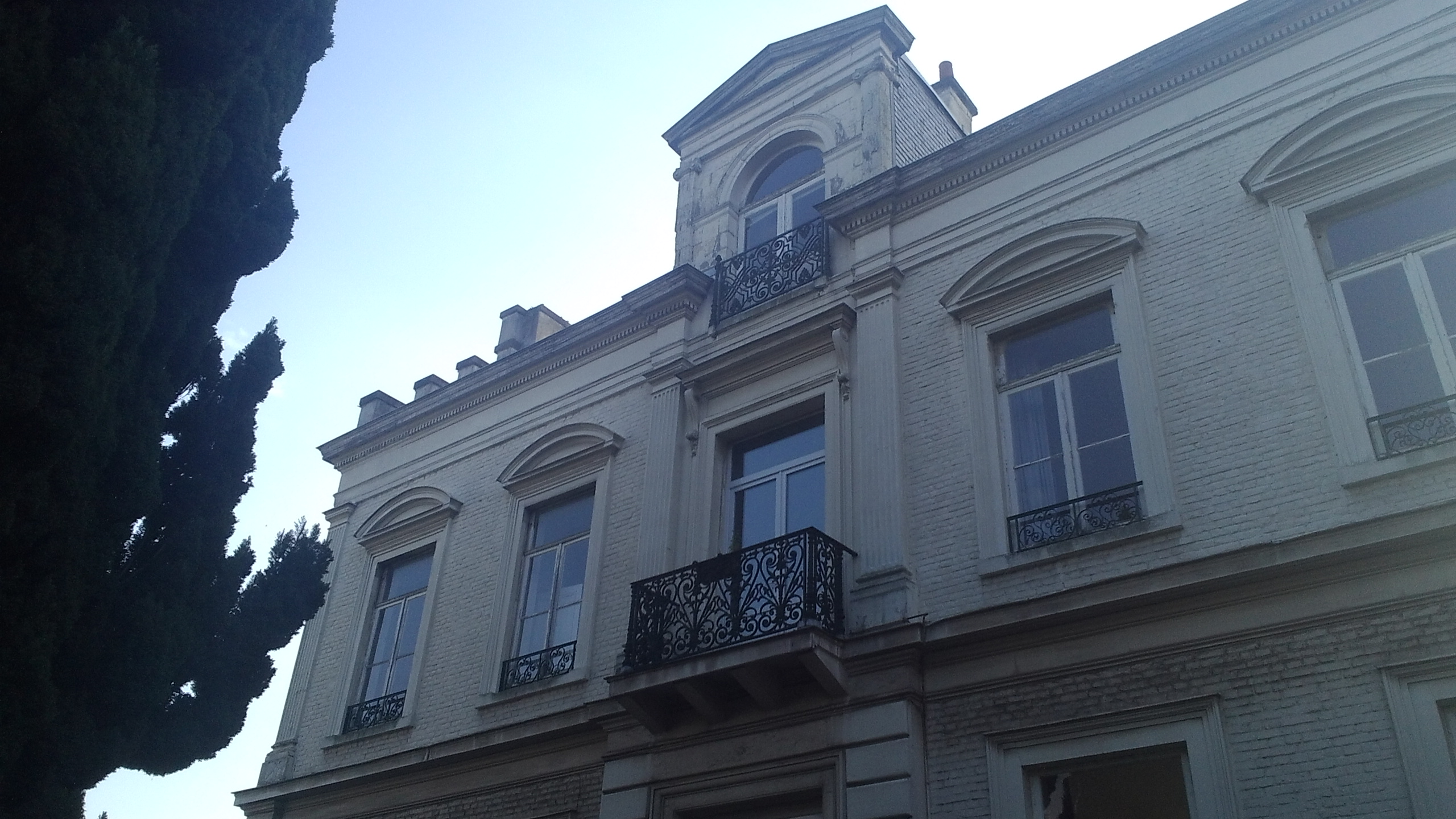
Le Pavillon Le Gentil
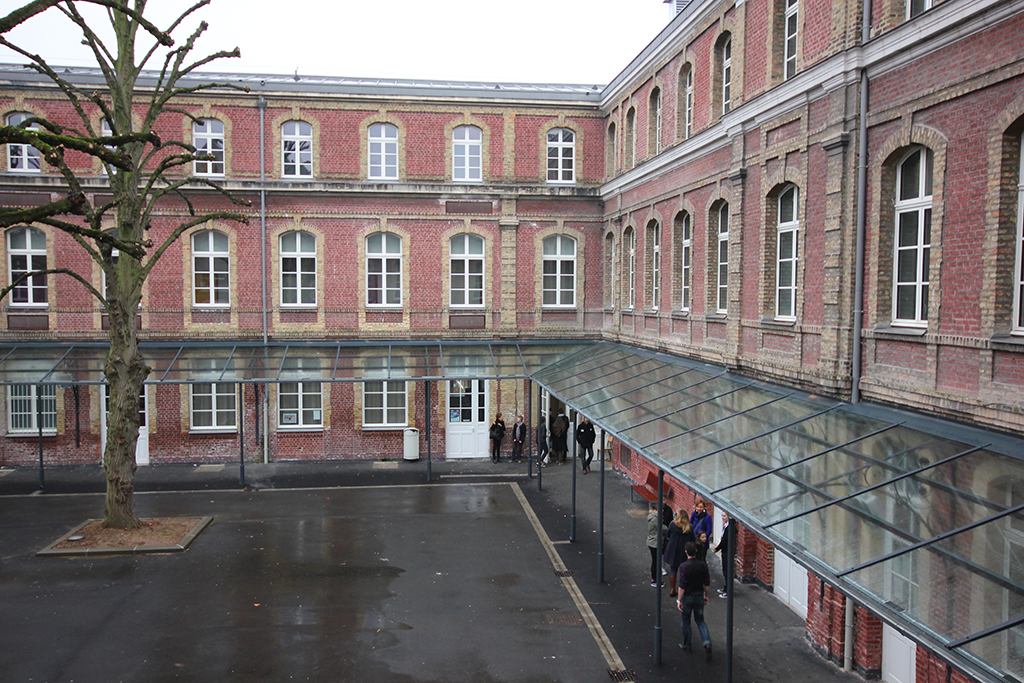
Cour de l'école normale de garçons après restauration - avril 2015
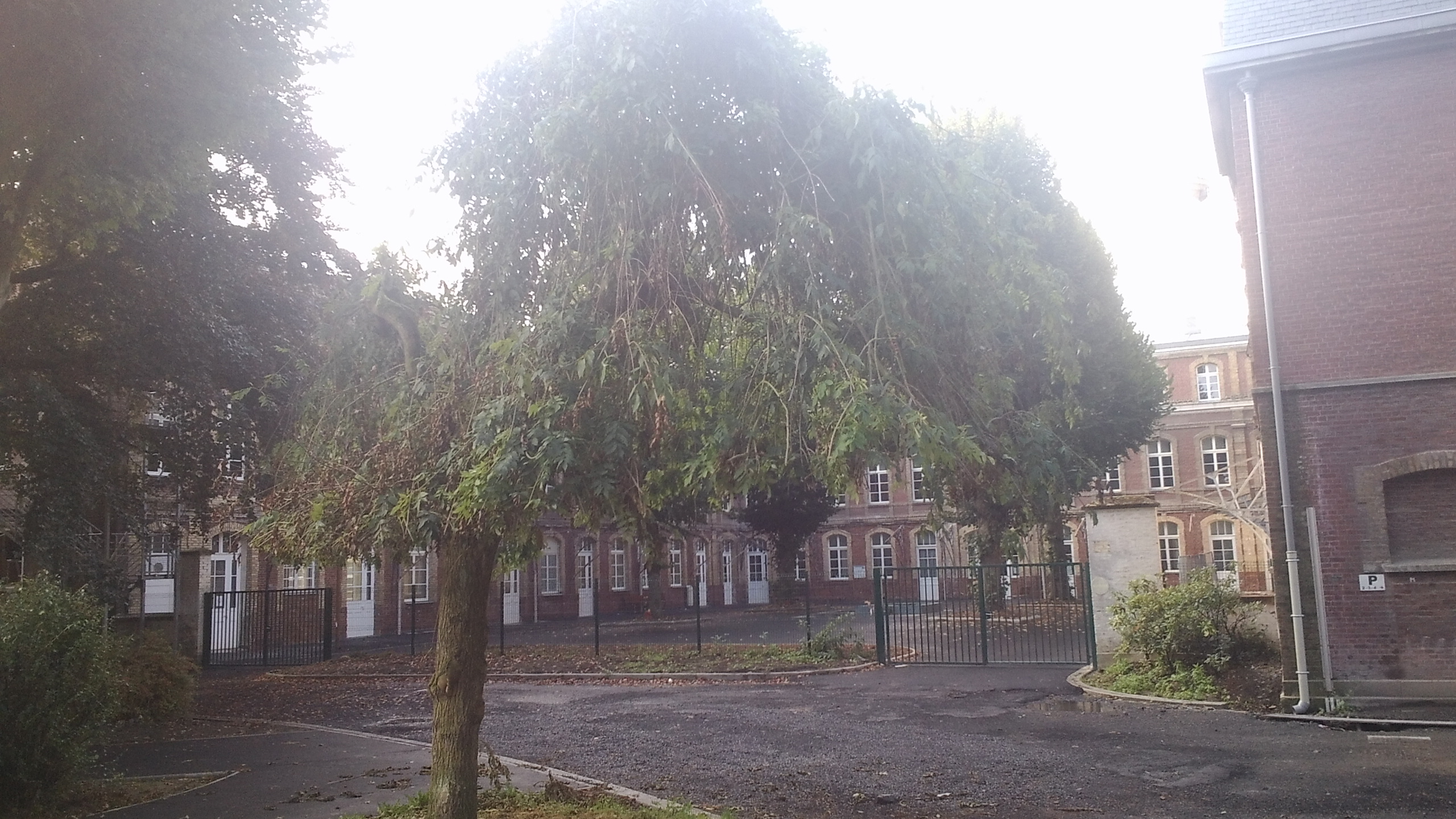
Allée
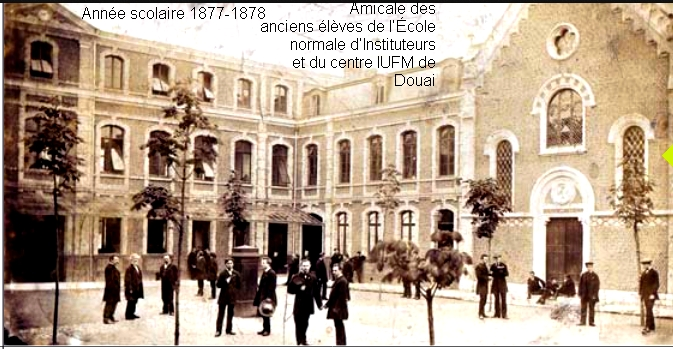
École normale